# Koeno Hamminga
Koeno Hamminga (Veendam, 15 maart 1892 - Groningen, 9 maart 1968) was een Nederlandse collaborateur die tijdens de Tweede Wereldoorlog handelde in geroofd Joods onroerend goed. Hamminga was lid van de Nationaal-Socialistische Beweging, het Economisch Front en was begunstigend lid van de SS.

## Levensloop
Hamminga werd geboren in Veendam in een gezin met zes kinderen. Het gezin Hamminga woonde op een boerderij in Bellingwolde. In 1906 voltooide Hamminga 1 jaar op de H.B.S. in Veendam en ging daarna aan het werk als landbouwer. Op 26 februari 1927 trouwde hij met Menstje Metta Margaretha Talens (1901-1991). Talens zou tijdens de Tweede Wereldoorlog samen met haar man een rol spelen in het kopen en verkopen van geroofd Joods vastgoed.
Voor de oorlog was Hamminga vertegenwoordiger bij N.V. De Nationale Onderlinge Spaarkas en inspecteur bij verzekeringsmaatschappij Firma A.D. Beerends & Veeren. Vanaf 1936 zette hij zijn werk als verzekeringsagent zelfstandig onder eigen naam vanuit een kantoor in Haren verder. Zijn werk adverteerde hij regelmatig in het weekblad van de Nationaal-Socialistische Beweging in Nederland. Naast zijn werk als verzekeringsagent was Hamminga ook actief in de autosportwereld. In 1930 werd hij benoemd tot Consul der Allgemeine Deutscher Automobil-Club (ADAC). Medio 1930 was hij voorzitter van de ‘Noord-Nederlandsche Motorclub’ en organisator van ‘Harzritten’ in Duitsland waarvoor hij in 1939 het kruis van verdienste derde klasse in de orde van de Duitse adelaar ontving. Op 23 december 1940 startte Hamminga ‘Huizen-; Hypotheken- en Assurantiekantoor K. J. Hamminga’ aan de St. Jansstraat 23a, met als doel “het verleenen van bemiddeling bij aan- en verkoop van onroerende goederen, het bezorgen van hypotheken en makelaar in assurantiën”.
Het beheren en verkopen van geroofd onroerend goed ging niet zonder slag of stoot. Hamminga ondervond, net als zijn collega-beheerders Ben Claase (regio Arnhem) en Gustaaf de Pauw (regio Eindhoven) veel tegenstand van de lokale bevolking. Daarom werd er door makelaar Drik Hidde de Vries (regio Den Haag) een ‘werkgemeenschap’ opgericht waarna alle beheerders opereerden onder de naam A.N.B.O. (Algemeen Nederlandsch Beheer van Onroerende Goederen).
Hamminga werd hiermee vanaf 6 maart 1942 de directeur van het Groningse A.N.B.O. kantoor met S.D. Posthumus als procuratiehouder. Hij verhuisde zijn makelaarskantoor aan de Sint Jansstraat 23a naar een pand aan de Oude Boteringestraat 37. Dit pand was eigendom van het advocatenkantoor van advocaat Nico Polak en jurist Adolf Bernard Rood.
Het A.N.B.O. kantoor in Groningen was berokken bij transacties in de hoofdsteden van vier noordelijke provincies en in het gebied van Deventer tot Harlingen en Winschoten. Daarmee was Hamminga in Noord-Nederland het centrale figuur wat betreft de verkoop van Joods onroerend goed. Zijn diensten als makelaar reclameerde hij onder andere in Storm: dagblad der Nederlandsche SS. Hamminga was als verkopende beheerder betrokken bij 87 transacties, het Groningse A.N.B.O. was betrokken bij in totaal 856 transacties. In de stad Groningen heerste een woningschaarste, veelal waren geconfisqueerde ‘Jodenwoningen’ die door het A.N.B.O. werden aangeboden de enige beschikbare woningen. Hierdoor kwamen alleen zeer overtuigde NSB'ers in aanmerking voor een woning.
Hamminga en zijn vrouw Talens kochten ook panden voor eigen gebruik. Volgens gegevens uit het kadaster stonden er twee panden op de naam van Talens. Bij de verkoop van het pand aan de Verlengde Hereweg 34-34a in Groningen, dat oorspronkelijk eigendom was van de in 1942 omgekomen Joseph Elias van Hasselt, trad Hamminga op als zowel koper als makelaar.
Na de bevrijding van Groningen werd notaris Gouverne door de Militaire Commissaris voor Groningen en het Westerkwartier aangesteld als kantoorbeheerder.

## Veroordeling
Na de oorlog werd Hamminga twee jaar geïnterneerd. Na zijn straf zette Hamminga zijn makelaarskantoor 'K.J. Hamminga' voort in de Astraat in Groningen. Het kantoor aan de Oude Boteringestraat 37 waar Hamminga tijdens de bezetting kantoor hield, kwam terug in handen van advocaat Nico Joseph Polak.
NB Kort na Koeno's 'detentie' heeft het echtpaar kennelijk een tijdje 'onder de radar' willen leven. Gedurende enkele jaren na 1947/48 woonden Koeno en Menstje in Driebergen-Rijsenburg in een monumentale villa aan Traay 1, alwaar ze een pension-rusthuis exploiteerden. Of het pand al dan niet hun eigendom was, zou kunnen blijken uit kadastrale recherche.